# Hopetown
Hopetown este un oraș din provincia Noord-Kaap, Africa de Sud.